# Tidarren cuneolatum
Tidarren cuneolatum es una especie de araña araneomorfa del género Tidarren, familia Theridiidae. Fue descrita científicamente por Tullgren en 1910.
Habita en África Oriental y Central y en Yemen.